# Zamek Donnington
Zamek Donnington – ruiny średniowiecznego zamku położonego w wiosce Donnington, w  hrabstwie Berkshire, Anglia. Obecnie obiekt znajduje się pod opieką English Heritage i jest wpisany do rejestru zabytkowych budynków jako obiekt klasy I (Grade I listed building).

## Historia
Zamek został zbudowany przez sir Richarda Abberbury’ego Starszego w 1386 roku w miejscu rodzinnej rezydencji zbudowanej w 1287 roku. Zgodę na ufortyfikowanie rezydencji udzielił król Ryszard II w uznaniu udziału Richarda w bitwach pod Crécy i Poitiers. Na początku XV wieku i został kupiony przez Thomasa Chaucera, syna poety Geoffreya Chaucera a następnie zamek został włączony do dóbr królewskich.Podczas wojny domowej Karol I założył swoje główne dowództwo w Oksfordzie, a w 1643 roku wysłał John Boys, z 200 żołnierzami piechoty, 25 kawalerzystami i wystarczającą ilością dział, aby stawić opór oblężeniu, i przejąć Donnington od parlamentarzysty John Packera. Po zdobyciu zamku, Boys zbudował fortyfikacje wokół dolnych stoków wzgórza w kształcie gwiazdy, przy czym wypustki zapewniały miejsca dla dział, które miały dobrze obejmować pole ognia. Między 1644 a 1646 rokiem zamek był wielokrotnie atakowany, dwukrotnie odbity przez wojska rojalistów. Dopiero gdy sytuacja królewskich sił wydawała się beznadziejna, Boys poddał się oddziałom parlamentarzystów za zgodą króla.

## Architektura
Zamek był pierwotnie ufortyfikowanym dworem z murem kurtynowym, czterema okrągłymi narożnymi wieżami i pokaźnym budynkiem bramnym. Do dziś zachował się jedynie budynek bramny i część murów.